# Donatas Motiejūnas
Donatas Motiejūnas (ur. 20 września 1990 w Kownie) – litewski koszykarz grający na pozycjach silnego skrzydłowego oraz środkowego, od 2021 zawodnik AS Monako.
Urodził się 20 września 1990 w Kownie, gdzie od młodości trenował koszykówkę pod okiem Arvydasa Sabonisa. Od samego początku swojej kariery zawodowej z basketem uważany był za wielki talent. W 2007 podpisał pierwszy profesjonalny kontrakt z Żalgilisem Kowno, gdzie grał przez sezon. Potem przeniósł się do innego klubu działającego w tym samym mieście. Był to Aisciai Kowno, gdzie spędził kolejny sezon ze średnią punktów wynoszącą ponad 19. W 2009 podpisał kontrakt we Włoszech, przywdziewając trykot zespołu Benetton Treviso. Spędził tam kolejne dwa sezony. Ze średnią 10,9 punktu oraz 5,6 został wybrany w I rundzie draftu w 2011 przez Minnesota Timberwolves, jednak natychmiast został oddany do ekipy z Houston. Ze względu na lokaut w najlepszej lidze świata podpisał kontrakt z drużyną mistrza Polski, Asseco Prokomem Gdynia.
W lipcu 2012 podpisał kontrakt z Houston Rockets.
13 listopada 2012 został zesłany przez władze klubu do filialnego zespołu Rio Grande Valley Vipers, występującego w lidze NBA Development League.
18 lutego 2016, w ramach wymiany między trzema drużynami, Motiejūnas trafił do Detroit Pistons. Jednak cztery dni później umowa została anulowana, ponieważ Litwin nie przeszedł testów medycznych i tym samym pozostał w drużynie Houston Rockets.
3 stycznia 2017 został zawodnikiem New Orleans Pelicans. 8 sierpnia 2017 podpisał umowę z chińskim Shandong Golden Stars.
4 kwietnia 2019 podpisał umowę z końca sezonu z San Antonio Spurs. 24 lipca dołączył do chińskiego Szanghaj Sharks.
17 września 2020 zawarł kontrakt Xinjiang Flying Tigers. 18 sierpnia 2021 został zawodnikiem AS Monako.

## Osiągnięcia
Stan na 13 września 2023, na podstawie, o ile nie zaznaczono inaczej.

### Drużynowe
- Mistrz:
  - Ligi Bałtyckiej (2008)
  - Francji (2023)
  - Polski (2012)
  - Litwy (2008)
- Wicemistrz Francji (2022)
- 3. miejsce w Eurolidze (2023)
- Zdobywca pucharu:
  - Francji (2023)
  - Litwy (2008)
- Półfinał:
  - Eurocup (2011)
  - ligi włoskiej (2011)

### Indywidualne
- Wschodząca Gwiazda EuroCup (2011)
- MVP turnieju Euroleague Basketball Next Generation (2007)
- Zaliczany do I składu:
  - letniej ligi NBA (2012, 2014)
  - PLK (2012 przez dziennikarzy)[16]
  - zawodników zagranicznych CBA (2021)
- Uczestnik meczu gwiazd ligi litewskiej (2009)
- Lider w zbiórkach:
  - całego sezonu VTB (2012)
  - chińskiej ligi CBA (2020, 2021)

### Reprezentacja
Seniorów
- Wicemistrz Europy (2013)
- Uczestnik:
  - mistrzostw:
    - świata (2014 – 4. miejsce, 2023 – 6. miejsce[17])
    - Europy (2013, 2017 – 9. miejsce)

  - kwalifikacji do Eurobasketu 2022 (2021)

Młodzieżowe
- Wicemistrz Europy do lat:
  - 18 (2008)
  - 20 (2008)
- MVP:
  - Eurobasketu U–18 (2008)
  - turnieju Nike International Junior (2007)
- Uczestnik:
  - mistrzostw:
    - świata U–19 (2009 – 9. miejsce)
    - Europy:
      - U–20 (2008, 2009 – 5. miejsce)
      - U–18 (2007 – 4. miejsce, 2008)
      - U–16 (2006 – 10. miejsce)

  - Nike Hoops Summit (2009)
- Zaliczony od I składu mistrzostw Europy U–18 (2008)

## Statystyki podczas występów wPolskiej Lidze Koszykówki
| Sezon     | Drużyna | M  | S5 | MPG  | FG% | 3P% | FT% | RPG | APG | SPG | BPG | PPG  |
| --------- | ------- | -- | -- | ---- | --- | --- | --- | --- | --- | --- | --- | ---- |
| 2011/2012 | Asseco  | 26 | 26 | 27,0 | 47% | 31% | 66% | 6,3 | 1,3 | 1,3 | 0,8 | 15,6 |